# Trần Gia Canh
Trần Gia Canh (Tan Kah Kee, Chữ Hán phồn thể: 陳嘉庚, Chữ Hán giản thể: 陈嘉庚, Bính âm Hán ngữ: Chén Jiāgēng, Phiên âm Bạch thoại: Tân Kah-kiⁿ, 21 tháng 10 năm 1874 - 12 tháng 8 năm 1961) là một doanh nhân, nhà hoạt động và nhà từ thiện người Singapore gốc Hoa. Là một nhân vật và nhà lãnh đạo nổi bật trong cộng đồng Hoa kiều ở Đông Nam Á vào thế kỷ 20, ông đã có được nhiều sự ủng hộ từ cộng đồng để hỗ trợ Trung Quốc trong các sự kiện lớn như Cách mạng Tân Hợi (1911), cuộc Bắc phạt của Trung Quốc Quốc dân Đảng (1926–28) và Chiến tranh Trung-Nhật (1937–45). Ngoài việc quyên góp phần lớn tài sản và thu nhập của mình để hỗ trợ Trung Quốc trong những sự kiện lớn đó, Trần Gia Canh còn thành lập các quỹ ở Đông Nam Á và Hồng Kông, đồng thời góp phần thành lập một số trường học ở Đông Nam Á và tỉnh Phúc Kiến của Trung Quốc, trong đó có Đại học Hạ Môn. Sau khi nước Cộng hoà Nhân dân Trung Hoa thành lập năm 1949, ông trở về Trung Quốc và nắm giữ một số vị trí trong chính quyền, bao gồm Phó Chủ tịch Ủy ban Toàn quốc Hội nghị Hiệp thương Chính trị Nhân dân Trung Quốc.  